# 너의 췌장을 먹고 싶어
《너의 췌장을 먹고 싶어》(일본어: 君の膵臓をたべたい)는 스미노 요루가 지은 청춘 소설이다.
스미노 요루의 데뷔작으로, 소설 투고 사이트 〈소설가가 되자〉에 투고했을 무렵, 라이트 노벨 작가인 이토 키쿠의 눈에 띄어, 후타바샤에 소개되어 출판에 이르렀다. 〈서점 대상〉 2016 제2위, 〈다 빈치 BOOK OF THE YEAR〉 2위, 〈2015년 연간 베스트 셀러〉 6위 (문예서·토한 조사), 〈독서 미터 읽고 싶은 책 랭킹〉 1위, 〈사이타마 현 고교 도서관 사서가 고른 이치오시 책 2015〉 1위 〈2016 쓰타야 북스 상반기 랭킹 종합부문〉 1위 〈2016년 연간 베스트셀러 단행본 픽션 부문〉 1위 〈키노쿠니야 베스트 2016〉 3위 등로 높은 평가를 받았다. 2016년 8월 시점으로 누계 발행 부수는 58만 부.2017년 9월 5일 시점으로 누계 발행 부수는 약 200만부이다.
2016년 8월, 월간 액션 2016년 10월호부터 키리하라 이즈미에 의한 만화판이 개시됐다.
2017년, 영화화 작품이 공개됐다.
2018년, 극장 애니메이션이 개봉했다.

## 줄거리
자의적인 은둔형 외톨이 남학생 ‘나’는 우연히 초긍정 인기 만점 동급생인 사쿠라의 〈공병문고〉를 발견하고 비밀을 공유하면서 그녀와 잠정적인 친구 계약을 맺는다. ‘네가 죽기 전까지’ 임시 친구 계약을 맺은 사이일 뿐이라고 생각했는데 왠지 점점 자신에게는 없는 그녀의 뭔가가 옮겨온다. 게다가 묘한 감정까지 쌓여가는데...

## 오디오북
2016년 8월, 오디오북 배포 서비스 〈FeBe〉로 오디오북판이 배포되었다. 수록 시간은 9시간 5분.

### 캐스트
- 〈나〉 / 시가 하루키 - 스즈무라 켄이치
- 야마우치 사쿠라 - 호리에 유이
- 교코 - 히가시우치 마리코
- 껌을 주는 클래스메이트 - 마루타카 다이치
- 타카히로 - 모토하시 다이스케
- 클래스메이트의 어머니 - 이노우에 나나
- 사쿠라의 어머니 - 후쿠하라 아야카

## 실사 영화
2017년 7월 28일에 공개했다.

## 애니메이션 영화
2018년 9월 1일에 공개했다.